# معالجة بالأعضاء
الاستعضاء أو المعالجة بالأعضاء أو المداواة بالأعضاء أو العلاج العضوي هو أسلوب يستخدم المستخلصات المشتقة من الأنسجة الحيوانية أو البشرية لعلاج الحالات الطبية. كانت ممارسة الاستعضاء بنفس العضو المشتق من مخلوق آخر مألوفة لدى الإغريق والرومان القدماء؛ فقد كان أكل أنسجة المخ الحيواني يعد علاجًا محتملاً لذوي الذكاء المنخفض على سبيل المثال.